# Johann von Coimbra

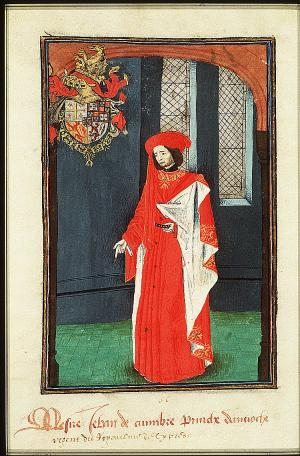
Johann von Coimbra im Wappen- und Statutenbuch des Ordens vom Goldenen Vlies (Den Haag, KB, 76 E 10, fol. 66v)

Johann von Coimbra (Infante D. João de Coimbra, * wohl 1431; † 7. Oktober 1457) war der zweite Sohn des Infanten Pedro (1392–1449) aus dem Hause Avis, 1. Herzog von Coimbra und seit 1443 Regent von Portugal, und von Isabella von Aragon, Gräfin von Urgell (1409–1443). Er trug den Titel Fürst von Antiochia und Regent von Zypern.

## Leben
Johann von Coimbra nahm an der Schlacht von Alfarrobeira (20. Mai 1449) teil, in der sein aufständischer Vater von der königlichen Armee geschlagen wurde und fiel. Johann wurde nun der 2. Herzog von Coimbra. Sein älterer Bruder Pedro de Coimbra (1429–1466) war seit 1443 Condestável von Portugal und ging nach der Schlacht ins Exil in die Heimat seiner Mutter. 
Johann wurde gefangen, eingekerkert und sollte hingerichtet werden. Aufgrund der Intervention seiner Tante Isabella, der Ehefrau des Herzogs Philipp des Guten von Burgund, wurde er gemeinsam mit seinem Bruder Jakob/Jaime (1434–1459), dem späteren (1453) Erzbischof von Lissabon und (1456) Kardinaldiakon, und seiner Schwester Beatrice/Brites († 1462), der späteren Ehefrau des Adolf von Kleve (1425–1492), ins Exil nach Burgund entlassen. 
1456 wurde Johann in den Orden vom Goldenen Vlies aufgenommen. Im gleichen Jahr heiratete er in Nikosia Charlotte de Lusignan (1442–1487), die Erbtochter von König Johann II. und Helena Palaiologa (1428–1458). Er erhielt in diesem Zusammenhang den Titel Fürst von Antiochia und wurde Regent von Zypern. Im Jahr darauf wurde er auf Anweisung seiner Schwiegermutter vergiftet. Charlotte war von 1458 bis 1462 als Erbin Johanns II. Königin von Zypern.

## Wappen

Wappen des Infanten Johann von Coimbra, Fürst von Antiochia

Nach seiner Heirat führte Johann ein singuläres Wappen, das (I) das Königreich Jerusalem, (II) die portugiesisch-englischen Ahnen seines Vaters, (III) das Königreich Armenien, (IV) das Königreich Zypern sowie zentral das Wappen der Lusignan zeigte.